# Sarsia tubulosa
Sarsia tubulosa är en nässeldjursart som först beskrevs av Michael Sars 1835.  Sarsia tubulosa ingår i släktet Sarsia och familjen Corynidae. Arten är reproducerande i Sverige. Inga underarter finns listade i Catalogue of Life.